# Neurospora crassa
Neurospora crassa — вид міцеліальних аскоміцетових грибів родини Sordariaceae. Один з популярних об'єктів генетики.

## Опис
Належить до групи піреноміцетів. Міцелій густий, рясно розгалужений. Клітинна стінка в молодих гіфах завтовшки трохи більше ніж 100 нм, тришарова (β-1,3 → 1,6-глюкановий, білково-хітиновий, білковий шари). Клітини гіф завжди одноядерні.
Життєвий цикл гаплофазний. Переважає конідіальне («безстатеве») спороношення. На гіфах розвиваються мікроконідії і артроконідіі, скупчення яскраво забарвлених (рожевих або помаранчевих) конідій.
Плодові тіла — перитеції, світло забарвлені; іноді недорозвинені (склероції). У сумках аскоспори розташовуються лінійно по 8: після мейозу зазвичай відбувається ще один (мітотичний) поділ (у Neurospora tetraspora його немає).
N. crassa зустрічається головним чином в тропіках і субтропіках. Відрізняється термостійкістю, в зв'язку з чим їх можна виявити на обгорілих рослинах після пожеж, а також в погано пропеченому хлібі.

## Генетичні дослідження
Neurospora crassa знана як модельний організм генетичних досліджень, бо вона швидко росте на мінімальному середовищі і має гаплоїдний життєвий цикл. Генетичний аналіз в цьому випадку виявляється простим, бо рецесивні риси проявляються в першому ж поколінні. Геном нейроспори — сім хромосом (груп зчеплення).
На N. crassa вперше було безпосередньо доведено, що менделівське розщеплювання ознак — закономірний результат мейозу, а не статистична закономірність. Лінійне розташування мейоспори в аску дозволяє визначити результати кросинговеру безпосередньо за гаплоїдними продуктами.
Нейроспори використовувалася в експериментах Е. Тейтума і Дж. Бідла з вивчення генетичного контролю процесів метаболізму. Викликані рентгенівським опроміненням мутації приводили до зміни структури генів і легко виявлялися за порушеннями окремих біохімічних реакцій. Це привело дослідників до гіпотези «Один ген — один фермент» і уявленню про те, що кожен ген кодує певний білок. У 1958 році Бідл і Тейтум отримали Нобелівську премію з фізіології і медицині.
У складі ДНК частка пар Г+Ц — 52-55 %. Частка кодуючих (неповторюваних) послідовностей — 90 % генома. До 2003 року геном N. crassa був повністю секвенований. Він становить 43 млн пар основ і містить близько 10 000 генів.